# Pachycondyla brevidorsa
Pachycondyla brevidorsa is een mierensoort uit de onderfamilie van de Ponerinae. De wetenschappelijke naam van de soort is voor het eerst geldig gepubliceerd in 1994 door Xu.